# Shin Baek-Cheol
Shin Baek-Cheol (en coreano: 신백철; 19 de octubre de 1989) es un deportista surcoreano que compitió en bádminton, en las modalidades de dobles y dobles mixto. Ganó dos medallas en el Campeonato Mundial de Bádminton en los años 2013 y 2014.

## Palmarés internacional
| Campeonato Mundial | Campeonato Mundial     | Campeonato Mundial | Campeonato Mundial |
| Año                | Lugar                  | Medalla            | Prueba             |
| ------------------ | ---------------------- | ------------------ | ------------------ |
| 2013               | Cantón (China)         | Medalla de bronce  | Dobles mixto       |
| 2014               | Copenhague (Dinamarca) | Medalla de oro     | Dobles             |